# Méthode du volume de fluide
La méthode du volume de fluide (en anglais volume of fluid, VOF) est une méthode utilisée en mécanique des fluides numérique pour le traitement des écoulements diphasiques. C'est l'une des méthodes standard dans ce domaine et elle est presque exclusivement utilisée avec la discrétisation en volumes finis. La méthode a été introduite en 1976 par William F. Noh et Paul Woodward. La première publication dans un journal a été faite en 1981 par W. Hirt et B. D. Nichols.

## Principe de la méthode

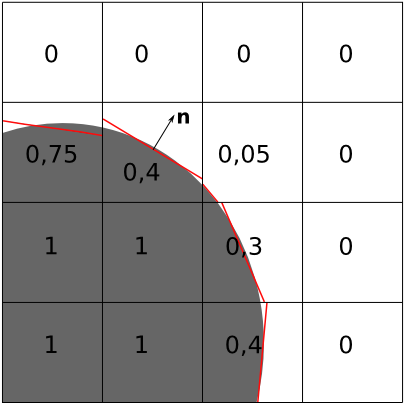
Représentation schématique de l'affectation des phases dans une grille cartésienne et principe de reconstruction par méthode PLIC.

On examine l'écoulement laminaire d'un milieu diphasique sans échanges entre phases. Le milieu est décrit par la fraction volumique C de l'une des phases. La valeur de C dans chaque cellule de calcul est une variable du problème qui est advectée avec la vitesse V
{\displaystyle {\frac {\partial C}{\partial t}}+\mathbf {V} \cdot \nabla C=0}
Le milieu multiphasique est traité comme un fluide unique dont les propriétés (masse volumique, viscosité) dans chaque cellule de calcul sont moyennées en fonction de C
- la masse volumique par une expression évidente

{\displaystyle \rho =\rho _{1}C+\rho _{2}(1-C)}
- la viscosité dynamique par une expression ad hoc, ici une loi linéaire (sans justification physique, d'autres choix sont possibles)

{\displaystyle \mu ={\frac {1}{\rho }}\,\left[C\,\rho _{1}\,\mu _{1}+(1-C)\,\rho _{2}\,\mu _{2}\right]}
Les équations de Navier-Stokes s'écrivent, en supposant un fluide incompressible
{\displaystyle \mathbf {\nabla } \cdot \mathbf {V} =0}
{\displaystyle \rho \left[{\frac {\partial \mathbf {V} }{\partial t}}+\mathbf {\nabla } \cdot \left(\mathbf {V} \mathbf {V} \right)\right]=-\mathbf {\nabla } p+\mu \nabla ^{2}\mathbf {V} +\mathbf {F} }
où F est la force par unité de volume résultant des interactions entre phases :
{\displaystyle \mathbf {F} =\sigma \nabla \cdot \mathbf {n} \,\nabla C}
où σ est la tension superficielle et n la normale à l'interface 
{\displaystyle \mathbf {n} ={\frac {\nabla C}{|\nabla C|}}}
Cette méthode permet de traiter le fractionnement du milieu et est conservative.

## Reconstruction géométrique

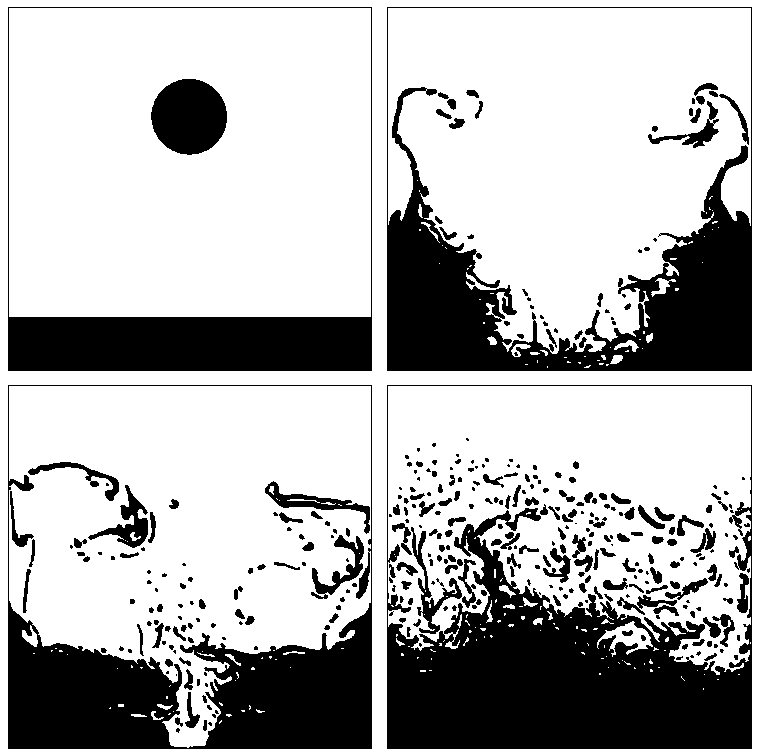
Chute d'une goutte à la surface d'un liquide..

La méthode VOF n'est pas une méthode de suivi d'interface, comme la méthode des surfaces de niveau (Level set) qui assure une description continue de l'interface au prix de la perte de conservativité,.
Pour la reconstitution de l'interface la méthode VOF utilise : 
- la méthode SLIC (Simple line interface calculation ) où les interfaces sont alignées avec les mailles,
- la méthode PLIC (Piecewise linear interface calculation) basée sur la connaissance de la pente locale mais constituant une interface discontinue (voir figure ci-dessus).

Cette méthode est simple à implémenter et, comme on peut le voir sur la figure ci-contre, particulièrement bien adaptée aux milieux subissant une déformation importante et une fragmentation.
Elle est disponible dans la plupart des codes industriels de mécanique des fluides numérique.